# Bogdan Krynicki
Bogdan Ryszard Krynicki (ur. 21 września 1948 w Długopolu Górnym) – polski samorządowiec, prawnik, wieloletni radny i burmistrz Bystrzycy Kłodzkiej w latach 1994–1998 i 2002–2006.

## Życiorys
Urodził się w 1948 r. w Długopolu Górnym. Ukończył szkołę podstawową w Długopolu-Zdroju, a następnie kontynuował naukę w Liceum Ogólnokształcącym w Bystrzycy Kłodzkiej. Po uzyskaniu świadectwa dojrzałości w 1967 r. rozpoczął studia prawnicze na Wydziale Prawa, Administracji i Ekonomii Uniwersytetu Wrocławskiego. Po ich ukończeniu wrócił do rodzinnej gminy. Wstąpił do Polskiej Zjednoczonej Partii Robotniczej, do której należał do jej samorozwiązania w 1990 r. W latach 80. XX w. zasiadał w radzie narodowej gminy Bystrzyca Kłodzka. W 1986 r. został przez jej członków wybrany na stanowisko naczelnika gminy, które sprawował do 1989 r. Potem był prezesem Spółdzielni Ogrodniczo-Pszczelarskiej w Kłodzku.
W 1994 r. został wybrany do rady miasta i gminy, która następnie powołała go na stanowisko burmistrza. W czasie jego kadencji miała miejsce Powódź tysiąclecia, która wyrządziła w mieście znaczne szkody. W 1998 r. ponownie dostał się do rady miasta i gminy z ramienia lewicowej Koalicji dla Bystrzycy, jednak przegrał walkę o stanowisko burmistrza. Ubiegał się o tę funkcję 4 lata później, w pierwszych bezpośrednich wyborach, wygrywając w drugiej turze z Mieczysławem Krawczykiem stosunkiem głosów 54 do 46%. W 2006 r. uzyskał ponownie mandat radnego, ale przegrał w pierwszej turze o fotel burmistrza z Renatą Surmą i Adamem Jaśnikowskim. W 2010 r. uzyskał mandat radnego w wyborach do Rady Powiatu Kłodzkiego z ramienia SLD.
W 1998 otrzymał Srebrny Krzyż Zasługi, a w 2022 – tytuł Honorowego Obywatela Bystrzycy Kłodzkiej.